# Bear Creek (Floride)
Pour les articles homonymes, voir Bear Creek.
Bear Creek est une census-designated place du comté de Pinellas, dans l'État de Floride, aux États-Unis,. En 2020, elle compte une population de 1 906 habitants.